# 狼孟県
狼孟県（ろうもう-けん）は、中華人民共和国山西省にかつて存在した県。現在の太原市陽曲県一帯に相当する。
前漢により設置され、南北朝時代、北魏により廃止された。